# Kleurcontrast
Kleurcontrast is een term uit de beeldende kunst die aangeeft dat kleuren elkaar kunnen versterken of verzwakken door de invloed die zij bij waarneming op elkaar lijken te hebben.
Er zijn verschillende vormen van kleurcontrast.
Een van de meest gebruikte kleurtheorieën is de theorie van Johannes Itten. Hij onderscheidde zeven kleurcontrasten.

## Kleur tegen kleur contrast
Het eenvoudigste kleurcontrast ontstaat door de enkelvoudige kleuren met de grootste zuiverheid tegen elkaar aan te zetten. Zoals het grootste licht - donkercontrast ontstaat tussen zwart en wit, ontstaat het grootste kleurcontrast door de primaire kleuren, traditioneel werden die gezien als rood, geel en blauw; in de wetenschappelijke leer als magenta, geel en cyaan.
|  |  |  |

rood, geel, blauw
|  |  |  |

magenta, geel, cyaan

## Licht-donkercontrast
Dit wordt ook wel aangeduid als het "gewone contrast". Het licht-donkercontrast ontstaat tussen twee kleuren, maar ook tussen verschillende nuances (of tonen) van één kleur.
|  |  |  |
|  |  |  |
|  |  |  |

|  |  |  |
|  |  |  |
|  |  |  |

De lichtpaarse kleur in het midden is in beide blokken hetzelfde. In het bovenste blok lijkt het paars door het licht-donkercontrast veel lichter dan in het onderste blok.

## Warm-koud contrast
Het warm-koud contrast wordt veroorzaakt doordat sommige kleuren, vooral in de kleurencirkel rond de kleur rood gelegen, een warme indruk maken. Andere kleuren, rondom de kleur blauw, maken een koude indruk. De warmte van een kleur in een schilderij kan door het warm-koud contrast versterkt worden door er een koelere kleur naast te zetten.
In het voorbeeld hieronder geeft de middelste kleur midden in het warme rode vlak een koele indruk. Als dezelfde kleur omringd wordt door een koude blauwe kleur, is de indruk veel warmer.
|  |  |  |
|  |  |  |
|  |  |  |

|  |  |  |
|  |  |  |
|  |  |  |

Doordat een warme kleur door het atmosferisch perspectief bovendien naar voren lijkt te komen, is er ook een verschil in dieptewerking bij de twee hierbovenstaande voorbeelden. In het bovenste figuur wijkt het midden naar achter, in de onderste figuur lijkt het midden naar voren te komen.

## Complementair contrast
Het sterkste kleurcontrast bestaat tussen de complementaire kleuren; volgens Itten was dat tussen rood en groen, geel en paars, blauw en oranje.
|  |  |  |
|  |  |  |
|  |  |  |

|  |  |  |
|  |  |  |
|  |  |  |

|  |  |  |
|  |  |  |
|  |  |  |

De gele kleur in het midden van het rood steekt minder fel af dan de groene kleur. Geprobeerd is de toonwaarde (helderheid) van het groen en het geel gelijk te houden, zoals blijkt uit het onderste blokje. Dat het groen sterker afsteekt, komt doordat het de complementaire kleur is van rood.
Nemen we de complementaire kleuren die wetenschappelijk onderzoek heeft gevonden — dan staat magenta tegenover groen en rood tegenover cyaan — zijn volgens dat onderzoek nog sterkere contrasten waarneembaar:
|  |  |  |
|  |  |  |
|  |  |  |

|  |  |  |
|  |  |  |
|  |  |  |

|  |  |  |
|  |  |  |
|  |  |  |

## Simultaancontrast
Met het simultaancontrast wordt bedoeld dat als een bepaalde kleur sterk aanwezig is, de complementaire kleur ervan als een nabeeld altijd naar voren komt. In de voorbeelden hieronder heeft het grijs binnen het rode blok een groene gloed, terwijl het grijs in het paarse blok juist een geelachtige gloed vertoont. Het is van belang bij het bekijken van deze blokken de andere kleuren op deze pagina zo veel mogelijk af te dekken, en lang naar het midden van het grijze vlakken in de blokken te staren.
|  |  |  |
|  |  |  |
|  |  |  |

|  |  |  |
|  |  |  |
|  |  |  |

## Kwaliteitscontrast
Het kwaliteitscontrast is het contrast tussen heldere, verzadigde kleuren, en matte, troebele kleuren. Hieronder een voorbeeld van een blok zuiver magenta in het midden en minder fel, grijsachtig magenta eromheen.
|  |  |  |
|  |  |  |
|  |  |  |

## Kwantiteitscontrast
Het kwantiteitscontrast betekent dat er een sterk en als spannend ervaren contrastverschil kan ontstaan door de kleuren in zeer verschillende hoeveelheden te gebruiken. Bijvoorbeeld door twee kleine vlakjes blauw in een groot oranje veld toe te passen, zoals hieronder.
|  |  |  |  |  |  |  |  |  |
|  |  |  |  |  |  |  |  |  |
|  |  |  |  |  |  |  |  |  |
|  |  |  |  |  |  |  |  |  |
|  |  |  |  |  |  |  |  |  |
|  |  |  |  |  |  |  |  |  |
|  |  |  |  |  |  |  |  |  |
|  |  |  |  |  |  |  |  |  |

primaire kleur · secundaire kleur · tertiaire kleur · complementaire kleur · kleurencirkel · partitieve kleurmenging · kleurcontrast · kleurtemperatuur

kleurcodering · kleurruimte · CIELAB · CMYK · HSL/HLS · HSV/HSB · HTML-kleuren · NCS · Pantone PMS · RAL · RGB · YIQ · YUV · YPbPr